# 罗曼·德米特里耶夫
罗曼·米哈伊洛维奇·德米特里耶夫（俄语：Роман Михайлович Дмитриев，1949年3月7日—2010年2月11日），俄罗斯男子摔跤运动员。他曾代表苏联参加1972年和1976年夏季奥林匹克运动会摔跤比赛，获得一枚金牌和一枚银牌。